# Костел Навернення апостола Павла (Сандомир)
Костел Навернення апостола Павла (пол. Kościół Nawrócenia św. Pawła Apostoła) — культова споруда, римо-католицький костел у місті Сандомирі, Польща.

## Історія
Перший дерев'яний храм Навернення апостола Павла в Сандомирі був побудований у 1226 році за ініціативою краківського латинського єпископа Іво Одровонжа. Після пожежі 1426 року було розпочато зведення нового, кам'яного храму в готичному стилі, яке закінчилося 1434 року. У 1706-1709 роках костел перебудували у бароковий стиль.
Костел навернення апостола Павла знаходиться недалеко від костелу святого Якова і є пунктом паломницького Малопольського шляху святого Якова.
Зовсім близько від костелу розташовується яр святої Ядвіги, який є місцевою визначною пам'яткою. Згідно з місцевою легендою, по цьому яру часто ходила свята Ядвіга, яка відвідувала костел святого Якова.